# أحداث الشغب ضد اليهود في مصر عام 1945
أحداث الشغب ضد اليهود في مصر عام 1945 وتُعرف كذلك باسم أعمال شغب يوم بلفور هي أحداث شغب وقعت بين 2 و3 تشرين الثاني/نوفمبر من عام 1945. بدأت أعمال الشغب من خلال تنظيم مظاهرات واحتجاجات مناهضة لليهود يوم 28 تشرين ذكرى وعد بلفور. تمّ تنظيم المسيرات من خلال حزب مصر الفتاة وحسن البنا من جماعة الإخوان المسلمين.
نجم عن أحداث الشغب هذه مقتل خمس يهود مصريين وشرطي مسلم في الإسكندرية فيما أُصيب المئات في كل من الإسكندرية والقاهرة التي تمّ فيها حرق كنيس أشكنازي. تضرّرت كذلك مدرسة تابعة للكنيسة اليونانية الأرثوذكسية كما تضررت مدارس أخرى للأقباط وذلك خلال أحداث مكافحة الشغب. بالرغم من الرد السريع لقوات الشرطة إلا أنّها فشلت في منع حدوث أعمال العنف، ومع ذلك فقد تمّ قمع المزيد من المظاهرات التي كانت مُقررة لليوم التالي.
استنكر الملك فاروق الأول أحداث الشغب في مصر كما عمل على التقاء الحاخام حاييم ناحوم لدراسة الوضع والوصول لحل سريع؛ ونفس الأمر فعله رئيس الوزراء محمود فهمي النقراشي الذي استنكر كل ذلك العنف ضد الأقلية اليهودية في مصر، لكنه عاد وألقى باللوم على الصهاينة في التسبب في كل ردود الفعل العنيفة.

## ما بعد الحادث
كتب غودرون كريمر يقول:
| «حتى الآن وعلى الرغم من شغب يوم بلفور في تشرين الثاني/نوفمبر 1945؛ حدثت بعض الحوادث المعزولة من الشعب المصري لكنّه لم يُظهر أي علامة معادية لليهود. إنّ الحملات المسلحة التي تقوم بها الجماعات الإسلامية المعادية لليهود من أجل مكافحة الصهيونية لا تبدو أنها ستؤثر على عامة الناس كما أنها لم تؤدي إلى أي عمل من الحكومة المصرية ضد اليهود المصريين.» |

لكن وبالرغم من ذلك فقد حدثت العديد من أعمال العنف ضد المصريين اليهود في السنوات المقبلة بما في ذلك تفجيرات عام 1948 في المناطق اليهودية والتي قُتل فيها 70 من اليهود وجُرحْ ما يقرب من 200، ثم تفجير الحي اليهودي في القاهرة عام 1949 والذي أودى بحياة 34 سخصًا وجرح 80 آخرين. خلال 1950؛ تعرض يهود مصر لعددٍ من المضايقات أو بالأحرى ردود الفعل وذلك بسبب الصراع الإسرائيلي-المصري (ولا سيما العدوان الثلاثي) كما «عانى» اليهود من أعمال عنف متفرقة لعدة أسباب بما في ذلك تصرفاتهم العنصرية وهلمّ جرا.